# Luciano Giovannetti
Luciano Giovannetti (n. 25 septembrie 1945, Pistoia, Toscana, Italia) este un trăgător de tir ce a reprezentat Italia, medaliat olimpic. A participat la 2 ediții ale Jocurilor Olimpice (1980, 1984) în care a câștigat două medalii de aur.